# Primary van South Carolina 2008
De primary's van South Carolina zijn voorverkiezingen die in 2008 op 19 januari (Republikeinen) en 26 januari (Democraten) werden gehouden. Ze werden gewonnen door Barack Obama en John McCain.

## Democraten
Op 25 januari stopte Dennis Kucinich met zijn campagne. Obam won de South Carolina primary met 55% van de stemmen. Hillary Clinton werd tweede (27%), John Edwards derde (18%).
Na de primaries van South Carolina maakten Edward Kennedy en zijn nicht Caroline Kennedy, de dochter van John F. Kennedy, bekend dat ze Obama steunen. Ethel Kennedy, weduwe van Robert F. Kennedy, voegde zich op 2 februari bij de leden van de familie Kennedy die Obama steunen. Ze zien in Obama de nieuwe inspirerende leider, die Amerika volgens hen nodig heeft.
| Legenda: | teruggetrokken voor de primary |

| South Carolina Democratische primary 2008 | South Carolina Democratische primary 2008 | South Carolina Democratische primary 2008 | South Carolina Democratische primary 2008 | South Carolina Democratische primary 2008 |
| Kandidaat                                 | Results                                   | Results                                   | Results                                   | Estimated national delegates              |
| Kandidaat                                 | Stemmen                                   | Percentage                                | Nationale gedelegeerden                   | Estimated national delegates              |
| ----------------------------------------- | ----------------------------------------- | ----------------------------------------- | ----------------------------------------- | ----------------------------------------- |
| Barack Obama                              | 295.214                                   | 55,44%                                    | 25                                        | 33                                        |
| Hillary Clinton                           | 141.217                                   | 26,52%                                    | 12                                        | 12                                        |
| John Edwards                              | 93.576                                    | 17,57%                                    | 8                                         | 0                                         |
| Bill Richardson                           | 727                                       | 0,14%                                     | 0                                         | 0                                         |
| Joe Biden                                 | 694                                       | 0,13%                                     | 0                                         | 0                                         |
| Dennis Kucinich                           | 552                                       | 0,1%                                      | 0                                         | 0                                         |
| Christopher Dodd                          | 247                                       | 0,05%                                     | 0                                         | 0                                         |
| Mike Gravel                               | 241                                       | 0,05%                                     | 0                                         | 0                                         |
| Totaal                                    | 532.468                                   | 100,00%                                   | 45                                        | 45                                        |

## Republikeinen

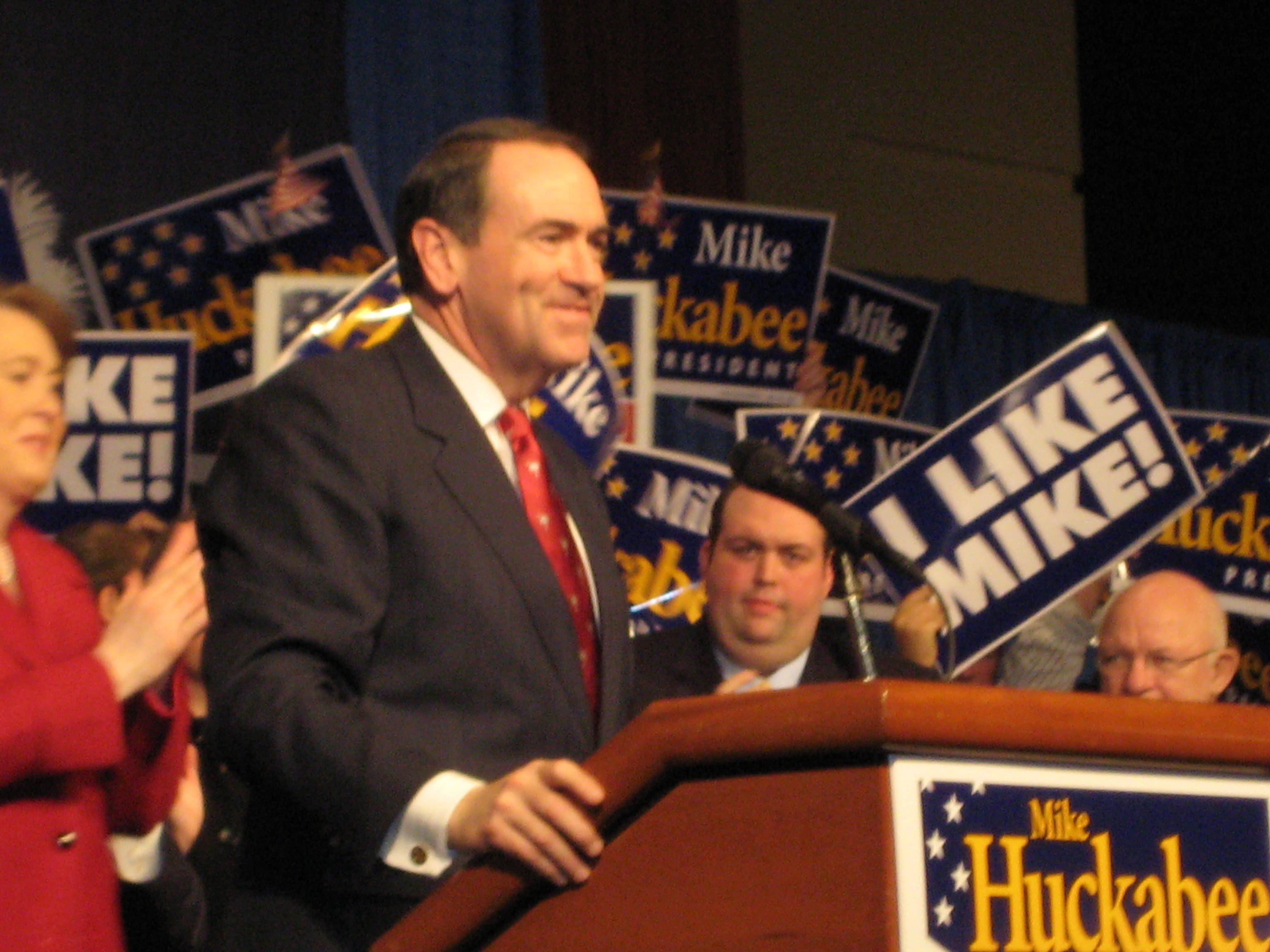
Mike Huckabee geeft een toespraak na de primary

De uitslag van de Republikeinse primary werd beïnvloed door de uit de buurstaat Tennessee komende Fred Thompson, die stemmen trok van dezelfde conservatieve bevolkingsgroepen die verwacht werden op Huckabee te stemmen.
Het resultaat was dat McCain won (33%), met Huckabee (30%) als tweede. Daarna Thompson (16%), Mitt Romney (15%), Ron Paul (4%) en Rudi Giuliani (2%). Thompson trok zich op 22 januari terug.
| South Carolina Republikeinse primary 2008 | South Carolina Republikeinse primary 2008 | South Carolina Republikeinse primary 2008 | South Carolina Republikeinse primary 2008 |
| Kandidaat                                 | Stemmen                                   | Percentage                                | Gedelegeerden                             |
| ----------------------------------------- | ----------------------------------------- | ----------------------------------------- | ----------------------------------------- |
| John McCain                               | 147.686                                   | 33.15%                                    | 19                                        |
| Mike Huckabee                             | 132.943                                   | 29,84%                                    | 5                                         |
| Fred Thompson                             | 69.651                                    | 15,63%                                    | 0                                         |
| Mitt Romney                               | 68.142                                    | 15,3%                                     | 0                                         |
| Ron Paul                                  | 16.154                                    | 3,63%                                     | 0                                         |
| Rudy Giuliani                             | 9.557                                     | 2,15%                                     | 0                                         |
| Duncan Hunter*                            | 1.051                                     | 0,24%                                     | 0                                         |
| Tom Tancredo*                             | 121                                       | 0,03%                                     | 0                                         |
| Hugh Cort                                 | 88                                        | 0,02%                                     | 0                                         |
| John H. Cox                               | 83                                        | 0,02%                                     | 0                                         |
| Cap Fendig                                | 23                                        | 0,01%                                     | 0                                         |
| Totaal                                    | 445.499                                   | 100%                                      | 24                                        |

* Teruggetrokken voor de primary